# قرصان
قرصان غذای محبوب نجد عربستان است که با تهیه خمیر آرد از گندم آسیاب شده درست می‌شود. شبیه ورقه‌های لواش خشک است.

## تهیه
گندم را آسیاب کرده در ظرفی ریخته و نمک و آب به آن اضافه می‌کنند و با دست ورز می‌دهند تا خمیر نرم و سبک شود سپس روی آن را می‌پوشانند. و حداقل نیم ساعت کنار گذاشته و خمیر را روی ساج یا مقرسه می‌پزند، سپس خمیر را بیرون می‌کشند به شکل یک دایره بزرگ و بسیار نازک در میآورند و روی ساج (مقرسه) قرار داده و سریع دست روی آن می‌کشند تا زمانی که جا بیافتد، سپس دایره را برمی‌گردانند تا از دو طرف بپزد.
بین قرصان ریاض و قرصان قصیم تفاوت وجود دارد، قرصان ریاض با خورشت سرو می‌شود در حالی که در قصیم قرصان با خرما استفاده می‌شود.